# Mathews Mar Barnabas
Mathews Mar Barnabas (n. 9 august 1924 în Vengola; † 9 decembrie 2012 în Thiruvalla) a fost un mitropolit ortodox indian din Biserica Ortodoxă Siriană din Malankara.

## Viața
Mathews Mar Barnabas a studiat biologia la Madras Christian College și botanica la Osmania University și în final teologia. În 1949 a intrat în seminarul teologic ortodox și a învățat limba siriană. A fost episcop vicar in Calcutta și a studiat la Bishop's College Calcutta și la Universitatea Serampore.
A fost hirotonit diacon de către episcopul Baselios Geevarghese II. în anul 1943 în Thuruthipaly, Vengola. A fost profesor la liceul Kurppumpady M.G. M. High School și la D Seminary High School Kottayam . Mitropolitul Augen Mar Thimotheos, mai târziu cunoscut drept Baselios Augen I., l-a hirotonit preot în 1951. Între 1967 și 1972 a predat la Orthodox Theological Seminary at Kottayam și a fost duhovnic la  Kolenchery Medical Mission Hospital între 1972 și 1978.
La 15 mai 1978 a fost hirotonit episcop de către Preasfintitul Baselios Mar Thoma Mathews I.. A fost conducătorul eparhiilor Ankamali și Kottayam. din 1982 este primul mitropolit din Idukki și din 1992 mitropolit al Americii de Nord. S-a retras în noiembrie 2011.